# Englische Cricket-Nationalmannschaft in Südafrika in der Saison 1909/10
Die Tour der englischen Cricket-Nationalmannschaft nach Südafrika in der Saison 1909/10 fand vom 1. Januar bis zum 14. März 1910. Die internationale Cricket-Tour war Bestandteil der Internationalen Cricket-Saison 1909/10 und umfasste fünf Tests. Südafrika gewann die Serie 3–2.

## Vorgeschichte
Für beide Mannschaften war es die erste Tour der Saison.
Das letzte Aufeinandertreffen der beiden Mannschaften bei einer Tour fand in der Saison 1907 in England statt.

## Stadien
Die folgenden Stadien wurden für die Tour als Austragungsort vorgesehen:
| Stadion                    | Stadt        | Kapazität | Spiele       |
| -------------------------- | ------------ | --------- | ------------ |
| Lord’s No. 1 Ground        | Durban       |           | 2. Test      |
| Old Wanderers No. 1 Ground | Johannesburg |           | 1. & 3. Test |
| Newlands Cricket Ground    | Kapstadt     | 25.000    | 4. & 5. Test |

## Kaderlisten
Die Mannschaften benannten die folgenden Kader:
| Test | Test |
| Südafrika | England |
| --- | --- |
| - Tip Snooke (K) - Murray Bisset (wk) - Tom Campbell (wk) - Mick Commaille - Aubrey Faulkner - Claude Floquet - Pompey Norton - Dave Nourse - Sid Pegler - Sivert Samuelson - Reggie Schwarz - Jimmy Sinclair - Louis Stricker - Bert Vogler - Gordon White - Billy Zulch | - Henry Leveson Gower (K) - Frederick Fane (VK) - Morice Bird - Colin Blythe - Claude Buckenham - Lucky Denton - Jack Hobbs - Wilfred Rhodes - George Simpson-Hayward - Bert Strudwick (wk) - George Thompson - Neville Tufnell (wk) - Frank Woolley |

## Tests

### Erster Test in Johannesburg
| 1. – 5. Januar Scorecard | Johannesburg | Südafrika 208 (63) & 345 (114) | – | England 310 (90.1) & 224 (53.2) |
|                          |              | Südafrika gewinnt mit 19 Runs  |   |                                 |

Südafrika gewann den Münzwurf und entschied sich als Schlagmannschaft zu beginnen. Für sie erreichten die Eröffnungs-Batter Billy Zulch 19 und Louis Stricker 12 Runs. Daraufhin formten Aubrey Faulkner und Dave Nourse eine Partnerschaft. Nourse erreichte dabei ein Fifty über 53 Runs und dem hineinkommenden Tip Snooke gelangen 12 Runs. Nachdem Bert Vogler ins Siel kam, schied Faulkner nach einem Fifty über 78 Runs aus. Vogler verlor daraufhin das letzte Wicket des Innings nach 10 Runs. Beste südafrikanische Bowler waren George Simpson-Hayward mit 6 Wickets für 43 Runs und Claude Buckenham mit 3 Wickets für 77 Runs. Für England bildeten die Eröffnungs-Batter Jack Hobbs und Wilfred Rhodes eine Partnerschaft und beendeten den tag beim Stand von 147/0. Nach einem Ruhetag verlor Rhodes sein Wicket nach einem Fifty über 66 Runs und wurde durch Lucky Denton ersetzt. Hobbs erreichte ebenfalls ein Fifty über 89 Runs, woraufhin Frederick Fane ins Spiel kam. Denton gelangen 28 Runs und dem hineinkommenden Frank Wooley 14 Runs, bevor auch Fane sein Wicket nach 23 Runs verlor. Es folgte George Thompson, der zusammen mit Henry Leveson Gower eine Partnerschaft formte. Thompson schied nach 16 Runs aus und wurde durch George Simpson-Hayward gefolgt. Gower erreichte 17 Runs, während Simpson-Hayward das Innings ungeschlagen mit 29* Runs beendete und so den Vorsprung auf 102 Runs erhöhte. Beste südafrikanische Bowler waren Bert Vogler mit 5 Wickets für 87 Runs und Aubrey Faulkner mit 5 Wickets für 120 Runs. In ihrem zweiten Innings begannen für Südafrika abermals Billy Zulch und Louis Stricker. Stricker erzielte 17 Runs und der ihm folgende Gordon White 39 Runs. Dieser wurde durch Dave Nourse ersetzt, bevor auch Zulch nach 27 Runs ausschied und der Tag beim Stand von 124/3 endete. Am dritten Spieltag fand Nourse mit Aubrey Faulkner einen weiteren partner, bevor er nach 34 Runs sein Wicket verlor. An der Seite von Faulkner erreichte Tip Snooke 47 und Mick Commaille 19 Runs. Nachdem Bert Vogler ins Spiel kam, schied Faulkner nach einem Century über 123 Runs aus, bevor Vogler das letzte Wicket des Innings nach 14 Runs verlor. Damit setzten sie die Vorgabe auf 244 Runs. Beste südafrikanische Bowler waren Claude Buckenham mit 4 Wickets für 110 Runs und Morice Bird mit 3 Wickets für 11 Runs. Für England bildete Eröffnungs-Batter Jack Hobbs mit dem dritten Schlagmann Lucky Denton eine Partnerschaft. Hobbs schied nach 35 Runs aus und der hineinkommende Frank Woolley erreichte 2 Runs. Kurz darauf schied auch Denton nach 26 Runs aus. Daraufhin etablierte sich George Thompson und an seiner Seite kam Henry Leveson Gower ins Spiel und der Tag endete beim Stand von 144/7. Am vierten Spieltag schied Gower nach 31 Runs uns und der hineinkommende George Simpson-Hayward erreichte 14 Runs. Thomson verlor dann das letzte Wicket des Innings nach einem Fifty über 63 Runs und verpasste so die Vorgabe einzuholen. Beste südafrikanische Bowler waren Bert Vogler mit 7 Wickets für 94 Runs und Aubrey Faulkner mit 3 Wickets für 40 Runs.

### Zweiter Test in Durban
| 21. – 26. Januar Scorecard | Durban | Südafrika 199 (106.5) & 347 (130.2) | – | England 199 (75.1) & 252 (82.4) |
|                            |        | Südafrika gewinnt mit 95 Runs       |   |                                 |

Südafrika gewann den Münzwurf und entschied sich als Schlagmannschaft zu beginnen. Für sie begannen die Eröffnungs-Batter Louis Stricker und Billy Zulch. Zulch schied nach 13 Runs aus und nachdem Aubrey Faulkner ins Spiel kam und Stricker nach 31 Runs durch Tom Campbell ersetzt wurde, endete der Tag beim Stand von 89/4. Am zweiten Tag verlor Faulkner nach 47 Runs sein Wicket und die ihm folgenden Tip Snooke erreichte 19 und Jimmy Sinclair 12 Runs. Campbell schied nach 48 Runs aus und das Innings endete nach 199 Runs. Beste englische Bowler waren George Simpson-Hayward mit 4 Wickets für 42 Runs und George Thompson mit 3 Wickets für 52 Runs. Für England bildeten die Eröffnungs-Batter Jack Hobbs und Wilfred Rhodes eine Partnerschaft. Hubbs gelang ein Fifty über 53 Runs und nachdem Frank Woolley ins Spiel kam, schied Rhodes nach 44 Runs aus. Ihm folgte George Thompson and Woolley verlor sein Wicket nach 22 Runs. Der Tag endete beim Stand von 148/6. Nach einem Ruhetag erreichte der hineinkommende Claude Buckenham 16 Runs, woraufhin kurz darauf Thomson nach 38 Runs ausschied. Das Innings endete ebenfalls mit 199 Runs und somit war das Spiel nach dem ersten Innings ausgeglichen. Bester südafrikanischer Bowler Bert Vogler mit 5 Wickets für 83 Runs. Südafrika verlor früh drei Wickets, woraufhin Dave Nourse und Gordon White eine Partnerschaft bildeten. Nourse schied nach einem Fifty über 69 Runs aus und wurde durch Mick Commaille ersetzt, bevor der Tag beim Stand von 171/4 endete. Am vierten Spieltag verlor White nach einem Century über 118 Runs sein Wicket, woraufhin Tip Snooke folgte. Commaille gelangen 30 Runs und an der Seite von Snooke erzielte Jimmy Sinclair 22 und bert Vogler 11 Runs. Snooke verlor das letzte Wicket des Innings nach einem Fifty über 53 Runs und stellte somit England eine Vorgabe von 348 Runs. Beste englische Bowler waren George Simpson-Hayward mit 3 Wickets für 66 Runs und Claude Buckenham mit 3 Wickets für 94 Runs. Für England begannen Jack Hobbs und Wilfred Rhodes das zweite Innings und beendeten den tag beim Stand von 15/0. Am fünften Spieltag schied Rhodes nach 17 Runs aus und Hobbs verlor sein Wicket nach einem Fifty über 70 Runs. Daraufhin bildeten George Thompson und Morice Bird eine weitere Partnerschaft. Bird schied nach 42 Runs aus und der folgende Henry Leveson Gower nach 23 und George Simpson-Hayward nach 16 Runs. Thomson beendete das Innings ungeschlagen mit 46* Runs, was jedoch nicht ausreichte die Vorgabe zu gefährden. Bester südafrikanischer Bowler war Aubrey Faulkner mit 6 Wickets für 87 Runs.

### Dritter Test in Johannesburg
| 26. Februar – 3. März Scorecard | Johannesburg | Südafrika 305 (84) & 237 (90.1) | – | England 322 (82.4) & 221-7 (58.4) |
|                                 |              | England gewinnt mit 3 Wickets   |   |                                   |

Südafrika gewann den Münzwurf und entschied sich als Schlagmannschaft zu beginnen. Sie verloren früh ihre Eröffnungs-Batter, woraufhin Gordon White und Dave Nourse eine Partnerschaft bildeten. Nourse schied nach 12 Runs aus, und dem hineinkommenden Aubrey Faulkner gelang ein Fifty über 76 Runs. Daraufhin endete der Tag beim Stand von 144/4. Nach einem Ruhetag folgte Mick Commaille an der Seite von White. White verlor sein Wicket nach einem Fifty über 72 Runs und nachdem der hineinkommende Tip Snooke 12 Runs erzielte, schied auch Commaille nach 39 Runs aus. Daraufhin etablierte sich Bert Vogler, der zusammen mit Sid Pegler eine Partnerschaft formte. Vogler erzielte ein Fifty über 65 Runs, während Pegler das Innings ungeschlagen mit 11* Runs beendete. Bester englischer Bowler war Claude Buckenham mit 5 Wickets für 115 Runs. Für England bildeten Wilfred Rhodes und Frederick Fane als Eröffnungs-Batter eine Partnerschaft. Rhodes gelangen 14 Runs und es folgte Lucky Denton. Fane erreichte 39 Runs, woraufhin George Thompson aufs Feld kam und 21 Runs erzielte. Kurz darauf schied auch Denton nach einem Century über 104 Runs aus und nachdem Morice Bird ins Spiel kam endete der Tag beim Stand von 201/5. Am dritten Spieltag formte Bird zusammen mit Jack Hobbs eine Partnerschaft. Bird schied nach 20 Runs aus und Hobbs kurz darauf nach 11 Runs. Daraufhin etablierte sich Frank Woolley und nachdem Bert Strudwick nach 18 Runs das letzte Wicket des Innings verlor endete dieses mit einem Rückstand von 17 Runs. Wolley hatte bis dahin ein Fifty über 58* Runs erreicht. Beste südafrikanische Bowler waren Aubrey Faulkner mit 4 Wickets für 89 Runs Bert Vogler und 4 Wickets für 98 Runs. In ihrem zweiten Innings begannen für Südafrika Louis Stricker und Billy Zulch. Stricker erzielte 12 Runs, woraufhin der Tag beim Stand von 35/1 endete. Am vierten Spieltag kam Tom Campbell aufs Feld und Zulch schied nach 34 Runs aus. An der Seite von Campbell konnte sich Aubrey Faulkner etablieren und nachdem Campbell nach 19 Runs ausschied, verlor auch Faulkner nach 44 Runs sein Wicket. In der Folge bildeten Tip Snooke und Bert Vogler eine Partnerschaft. Vogler schied nach 22 Runs aus und nachdem sid Pegler nach 28 Runs sein Wicket verlor, schied auch Snooke nach einem Fifty über 52 Runs aus. Ihm folgte Claude Floquet, der 11* Runs erreicht hatte, als Pegler nach 28 Runs das letzte Wicket verlor. Damit stellte Südafrika der englischen Mannschaft eine Vorgabe von 221 Runs. Beste südafrikanische Bowler waren George Simpson-Hayward mit 5 Wickets für 69 Runs und George Thompson mit 3 Wickets für 54 Runs. Für England begann Eröffnungs-Batter George Thompson, bevor der Tag beim Stand von 7/0 endete. Am fünften Spieltag schied Thompson nach 10 Runs aus und der hineinkommende Lucky Denton erreichte 24 Runs. Daraufhin konnte sich Jack Hobbs etablieren und an seiner seite Frederick Fane 17 und Morice Bird 45 Runs erzielen. Zusammen mit Henry Leveson Gower konnte Hobbs dann die Vorgabe einholen. Hobbs erzielte dabei ein Fifty über 93* Runs und Gower 12* Runs. Bester südafrikanischer Bowler war Bert Vogler mit 4 Wickets für 109 Runs.

### Vierter Test in Kapstadt
| 7. – 9. März Scorecard | Kapstadt | England 203 (53) & 178 (51.3)   | – | Südafrika 207 (67) & 175-6 (59.3) |
|                        |          | Südafrika gewinnt mit 4 Wickets |   |                                   |

England gewann den Münzwurf und entschied sich als Schlagmannschaft zu beginnen. Sie verloren früh drei Wickets, bevor Frederick Fane und Frank Wooley eine Partnerschaft formten. Fane schied nach 14 Runs aus und dem hineinkommenden George Thompson gelangen 16 Runs. Kurz darauf verlor Wooley nach einem Fifty über 69 Runs sein Wicket und Morice Bird bildete zusammen mit George Simpson-Hayward eine weitere Partnerschaft. Simpson-Hayward erreichte 13 Runs und Bird schied nach einem Fifty über 57 Runs aus, womit das Innings endete. Beste südafrikanische Bolwer mit jeweils zwei Wickets waren Gordon White (für 5 Runs), Bert Vogler (für 28 Runs), Tip Snooke (für 35 Runs) und Jimmy Sinclair (für 41 Runs). Für Südafrika bildeten die Eröffnungs-Batter Billy Zulch und Mick Commaille eine Partnerschaft. Zulch erreichte 30 Runs und der hineinkommende Gordon White 15 Runs. Nachdem Dave Nourse aufs Feld kam endete der Tag beim Stand von 93/2. Am zweiten Spieltag schied Commaille nach 42 Runs aus und die hineinkommenden Aubrey Faulkner und Jimmy Sinclair erreichten jeweils 10 Runs. Nachdem Reggie Schwarz ins Spiel kam, schied Nourse nach 27 Runs aus und wurde durch Bert Vogler ersetzt. Schwarz gelangen 27 Runs und Vogler verlor das letzte Wicket nach 23 Runs, womit er den Vorsprung auf 4 Runs erhöhte. Beste englische Bowler waren George Thomson mit 4 Wickets für 50 Runs und Claude Buckenham mit 3 Wickets für 61 Runs. Für England erzielte Lucky Denton 10 Runs, bevor Frank Wooley und Frederick Fane eine Partnerschaft formten. Woolley konnte ein Fifty über 64 Runs erzielten und Fane 37 RUns. Von den verbliebenen Battern gelangen Morice Bird 11 Runs, bevor der Tag beim Stand von 159/8 endete. Am dritten Spieltag verlor Claude Buckenham mit 17 Runs das letzte Wicket des Innings und setzte damit Südafrika eine Vorgabe von 175 Runs. Bester südafrikanischer Bowler war Bert Vogler mit 5 Wickets für 72 Runs und Aubrey Faulkner mit 3 Wickets für 40 Runs. Für Südafrika formte Eröffnungs-Batter Billy Zulch mit dem dritten Schlagmann Gordon White eine Partnerschaft. Zulch schied nach 13 Runs aus und wurde durch Dave Nourse ersetzt. White erreichte 31 Runs und Nourse schied kurz darauf nach 24 Runs aus. Daraufhin etablierte sich Aubrey Faulkner und an seiner Seite gelangen Jimmy Sinclair 19 Runs. Faulkner konnte dann die Vorgabe nach 49* Runs einholen. Bester englischer Bowler war George Thompson mit 3 Wickets für 62 Runs.

### Fünfter Test in Kapstadt
| 11. – 14. März Scorecard | Kapstadt | England 417 (108.2) & 16-1 (4.1) | – | Südafrika 103 (38.5) & 327 (99) (f/o) |
|                          |          | England gewinnt mit 9 Wickets    |   |                                       |

England gewann den Münzwurf und entschied sich als Schlagmannschaft zu beginnen. Für sie bildeten die Eröffnungs-Batter Jack Hobbs und Wilfred Rhodes eine Partnerschaft. Rhodes schied nach einem Fifty über 77 Runs aus und wurde durch Lucky Denton ersetzt, dem 26 Runs gelangen. Nachdem George Thompson ins Spiel kam verlor Hobbs sein Wicket nach einem Century über 187 Runs. An der Seite von Thompson erzielte George Simpson-Hayward 19 Runs und nachdem Neville Tufnell ins Spiel kam endete der Tag beim Stand von 406/7. Am zweiten Spieltag schied Tufnell nach 4 Runs aus und Thomson beendete das Innings ungeschlagen mit einem Fifty über 51 Runs. Beste südafrikanische Bowler waren Pompey Norton mit 4 Wickets für 47 Runs und Aubrey Faulkner mit 3 Wickets für 72 Runs. Für Südafrika etablierte sich Eröffnungs-Batter Billy Zulch und an seiner Seite erzielte Aubrey Faulkner 10, Reggie Schwarz 13 Runs, bevor Sivert Samuelson nach 15 Runs das letzte Wicket des Innings verlor. Zulch hatte bis dahin 43* Runs erzielt, womit der Rückstand bei 314 Runs stand und England das Follow-on einforderte. Bester englischer Bowler war Colin Blythe mit 7 Wickets für 46 Runs. In ihrem zweiten Innings bildete Eröffnungs-Batter Billy Zulch zusammen mit dem dritten Batter Tip Snooke eine Partnerschaft. Zulch schied nach 14 Runs aus und nachdem Aubrey Faulkner ins Spiel kam endete der Tag beim Stand von 102/3. Nach einem Ruhetag verlor am dritten Spieltag Snooke nach 47 Runs sein Wicket. Der hineinkommende Jimmy Sinclair erreichte 37 Runs und nachdem Murray Bisset aufs Feld kam, schied Faulkner nach einem Fifty über 99 Runs aus. An der Seite von Bisset gelang Reggie Schwarz 44 Runs. Da sich kein weiterer Batter etablieren konnte, blieb Bisset mit 27* Runs ungeschlagen am Ende des Innings und ermöglichte so das England mit einer Vorgabe von 14 Runs wieder an den Schlag musste. Beste englische Bowler waren Frank Woolley mit 3 Wickets für 47 Runs, Colin Blythe mit 3 Wickets für 58 Runs und George Thompson mit 3 Wickets für 96 Runs. Für England konnte Lucky Denton mit 16* Runs die Vorgabe im fünften Over einholen. Das südafrikanische Wicket gelang Bert Vorgler.

## Statistiken
Die folgenden Cricketstatistiken wurden bei dieser Tour erzielt.
| Tests                  | Tests      | Tests   | Tests   | Tests   | Tests   | Tests   | Tests   | Tests   |
| Batting                | Batting    | Batting | Batting | Batting | Batting | Batting | Batting | Batting |
| Spieler                | Mannschaft | Spiele  | Innings | Runs    | Average | HS      | 100s    | 50s     |
| ---------------------- | ---------- | ------- | ------- | ------- | ------- | ------- | ------- | ------- |
| Aubrey Faulkner        | Südafrika  | 5       | 10      | 545     | 60,55   | 123     | 1       | 3       |
| Jack Hobbs             | England    | 5       | 9       | 539     | 67,37   | 187     | 1       | 4       |
| Gordon White           | Südafrika  | 4       | 8       | 284     | 35,50   | 118     | 1       | 1       |
| George Thompson        | England    | 5       | 9       | 267     | 33,37   | 63      | 0       | 2       |
| Tip Snooke             | Südafrika  | 5       | 10      | 259     | 25,90   | 53      | 0       | 2       |
| Bowling                |            |         |         |         |         |         |         |         |
| Spieler                | Mannschaft | Spiele  | Overs   | Wickets | Average | BBI     | 5W      | 10W     |
| Bert Vogler            | Südafrika  | 5       | 224.5   | 36      | 21,75   | 7/94    | 4       | 1       |
| Aubrey Faulkner        | Südafrika  | 5       | 209.1   | 29      | 21,89   | 6/87    | 2       | 0       |
| George Simpson-Hayward | England    | 5       | 149.4   | 23      | 18,26   | 6/43    | 2       | 0       |
| George Thompson        | England    | 5       | 223.5   | 23      | 26,91   | 4/50    | 0       | 0       |
| Claude Buckenham       | England    | 4       | 197.0   | 21      | 28,23   | 5/115   | 1       | 0       |